# Famille Caïd Essebsi
Cette page explique l’histoire ou répertorie les différents membres de la famille Caïd Essebsi.
La famille Caïd Essebsi (arabe : عائلة قائد السبسي) est une famille tunisienne d'origine italienne de l'ancienne bourgeoisie tunisoise. Elle compte plusieurs membres notables :
- Ahmed Caïd Essebsi, caïd-gouverneur, gendre du souverain Habib Bey ;
- Ismaïl Caïd Essebsi (?-1870), caïd-gouverneur et fermier fiscal ;
- Mohamed El Bey Caïd Essebsi (1850-1910), caïd-gouverneur.
- Mohamed Arbi Caïd Essebsi (?-1960), caïd-gouverneur ;
- Chedly Caïd Essebsi, officier de la garde beylicale, aide de camp et compagnon d'exil de Moncef Bey ;
- Béji Caïd Essebsi (1926-2019), président de la République tunisienne[1] ;
- Chadlia Caïd Essebsi (1936-2019), femme de Béji Caïd Essebsi[2] ;
- Hafedh Caïd Essebsi (1961-), homme politique[3],[4].

## Pour approfondir